# پمپ سدیم/پتاسیم

Flow of ions.

پمپ سدیم/پتاسیم (انگلیسی: Na+/K+-ATPase) یک پروتئین ناقل یون و از نوع پروتئین سراسریِ کانال،در غشای سلول‌های تمام جانوران از جمله انسان است که با مصرف ای تی پی و در خلاف جهت شیب غلظت «سه یون سدیم را به خارج از غشا منتقل کرده و دو یون پتاسیم را وارد سلول می‌کند». این فرایند زیر مجموعه فرایند انتقال فعال محسوب میشود.

## نتیجه کارکرد پمپ سدیم‌پتاسیم
بر اثر کارکرد این پمپ همیشه سطح داخلی غشای سلول، نسبت به فضای خارج سلولی بار منفی دارد و «یون سدیم یک یون خارج سلولی و پتاسیم یک یون داخل سلولی است».

Alpha and beta units.

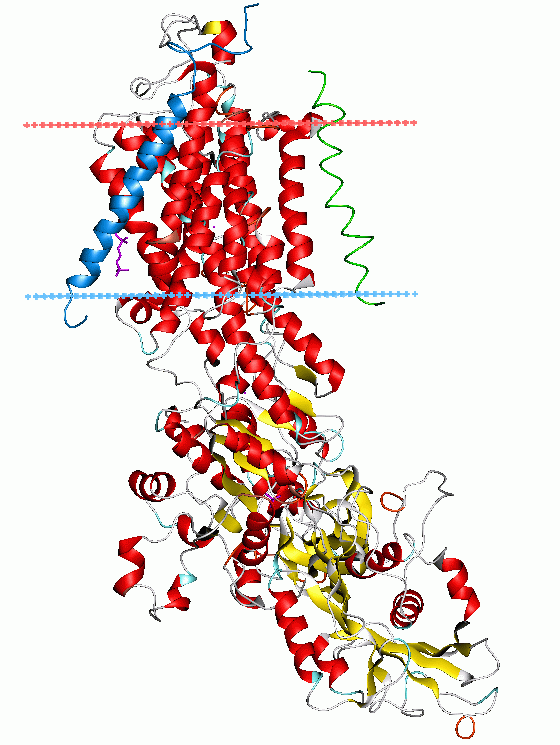
Sodium-potassium pump, E2-Pi state. Calculated hydrocarbon boundaries of the lipid bilayer are shown as blue (intracellular) and red (extracellular) planes